# Altamont Speedway
Der Altamont Speedway, auch Altamont Motorsports Park, Altamont Raceway, Bernal Memorial Raceway, Altamont Raceway Park oder Altamont Raceway Park and Arena ist eine stillgelegte Motorsport-Rennstrecke im Alameda County im nördlichen Kalifornien, gelegen zwischen den Städten Tracy und Livermore. Die Entfernungen zu den größeren Städten in Kalifornien betragen (Luftlinie): im Westen San Francisco, 76 km; im Südwesten San José, 54 km; im Südosten Los Angeles, 489 km.

## Geschichte

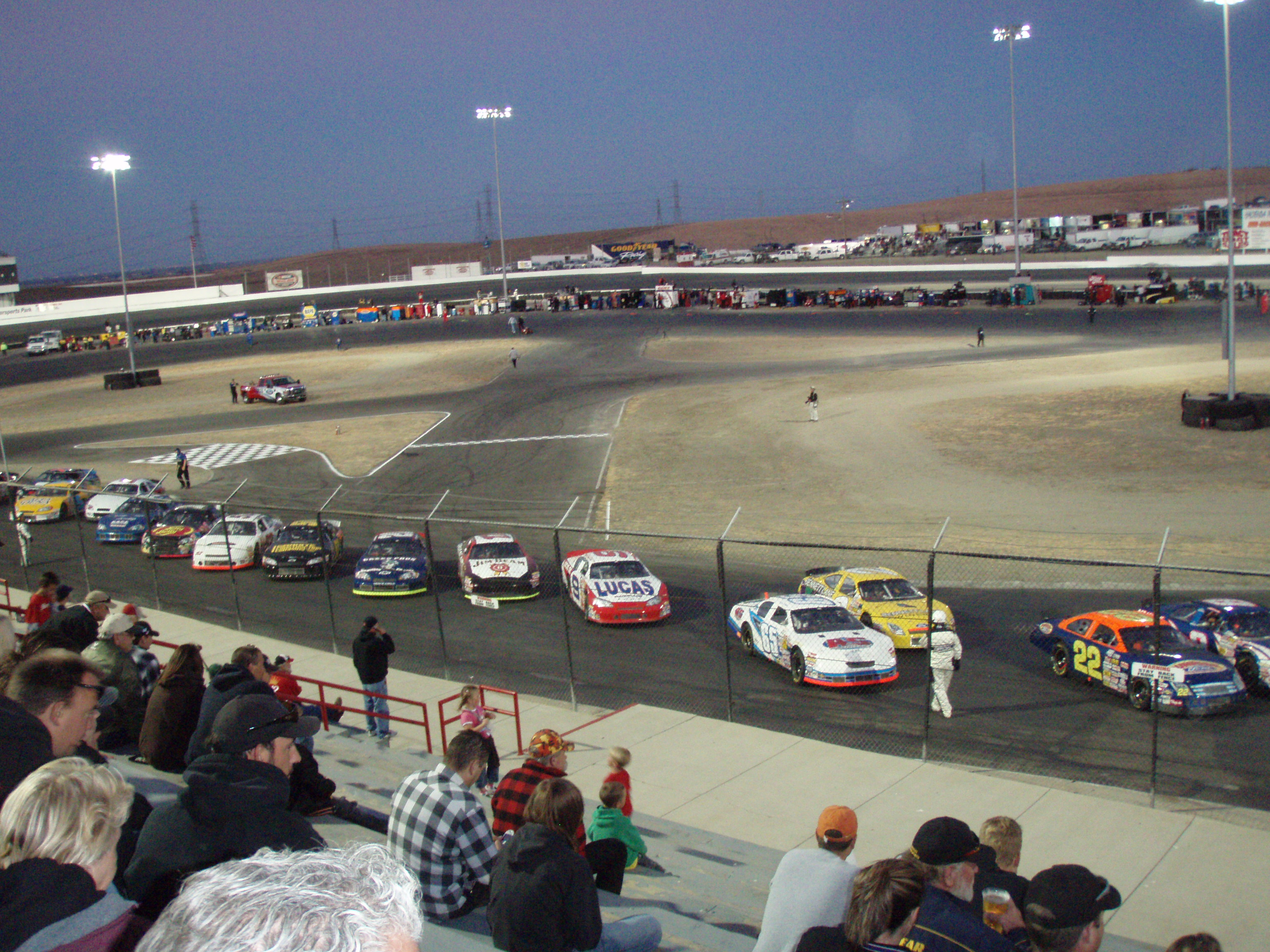
Altamont Motorsport Park 2007

Das nach dem nahegelegenen Altamont Pass benannte Areal wurde 1965 als Halb-Meilen Dirt-Track eröffnet. Nur ein Jahr später erfolgte die Asphaltierung, wobei bei dieser Gelegenheit ein zusätzliches Viertelmeilen-Oval in die Strecke integriert wurde. Offiziell wurde der Asphalt-Kurs am 22. Juli 1966 eröffnet. 2006 fügten die neuen Besitzer mehrere Konfigurationen hinzu, die einen kurzen Straßenkurs, Kart-Sprintkurse und Figure-8 Rennen auf dem 1/4-Meilen-Oval ermöglichten. Die bekanntesten Rennserien waren die NASCAR Camping World West Series, die zwischen 1966 und 2008 insgesamt 16 Rennen auf der Strecke ausfuhren, gefolgt von der Nascar Southwest Series (8 Rennen).
Im Jahre 2008 wurde der Speedway nach Klagen von Anwohnern wegen Lärmbelästigung geschlossen.

## Streckenbeschreibung
Der Raceway Park verfügte über mehrere Streckenvarianten, darunter ein 1/2-Meilen-Oval, ein 1/4-Meilen-Oval, einen 1,1-Meilen-Straßenkurs und einen Figure 8 Kurs. Der Kurs war die größte Ovalkurs-Anlage des Bundesstaates Kalifornien nördlich von Los Angeles.
Die Strecke verfügte über eine Oval-untypische Boxengasse, die an der Außenseite des Kurses auf der gegenüberliegenden Seite der Start-Ziel-Linie platziert war. Bei den Rennen der Grand National West wurde die Boxengasse jedoch gemäß der Vorgaben von NASCAR in das 1/4-Meilen-Oval verlegt, um den Zuschauern eine bessere Sicht auf die Boxenstopps zu gestatten.

## Todesfälle
Traurige Berühmtheit erlangte der einem Geschäftsmann gehörende Altamont Speedway als Veranstaltungsort des Altamont Free Concert, bei dem während eines Auftritts der Rockband The Rolling Stones am 6. Dezember 1969 ein Konzertbesucher erstochen wurde.
Im Zuge von Rennveranstaltungen kamen 2 Rennfahrer auf der Strecke zu Tode. 2002 starb Mark Monroe Hutto im Verlauf eines Rennens der NASCAR Pacific Coast Late Model Series. 2008 erlitt der Amateurpilot Court Summerfield im Verlaufe eines Rennens der 24 Hours of LeMons-Serie einen Herzinfarkt im Auto, an dem er verstarb.